# Temnospondyli
Temnospondyli je řád primitivních pravěkých obojživelníků žijících v období spodního karbonu až spodní křídy (asi před 350 až 100 miliony let). Název Temnospondyli pochází z řeckého τέμνειν, temnein (oddělovat) a σπόνδυλος, spondylos (obratel), protože každý obratel je rozdělen na několik částí. 

## Popis
Rozpětí velikosti temnospondylů je značné – řád zahrnuje zástupce zhruba velikosti mloka až po několikametrové zástupce.

Neměli ještě otický zářez, ovšem na lebeční kosti mají dobře rozlišitelné senzorické linie. Obojí naznačuje převážně vodní způsob života (sekundární, zřejmě druhotná adaptace). Výzkum dobře zachovaných fosilií z lokality Mazon Creek (Grundy County, Illinois) ukázal, že temnospondylové patrně měli prsty zakončené jakýmisi polštářkovitými útvary, které mohly mít senzorickou i ochrannou funkci.
Jsou dobře doloženi již z raného karbonu. V raném permu mnozí vypadali spíše jako plazi, protože byli přizpůsobeni životu v sušším klimatu. Přesto byli primitivními obojživelníky (jsou doloženi fosilním larválním stadiem). K rozkvětu temnospondylů došlo na přelomu prvohor a druhohor. V druhohorách, v období jury a křídy již postupně vymírali, vytlačováni mladšími druhy.
Žili převážně vodním způsobem života, někdy téměř plně suchozemským (do vody se vraceli kvůli rozmnožování). Není jisté, zda temnospondylové jsou předky moderních obojživelníků (žab, ocasatých a červorů), nebo zda celá skupina vyhynula. 

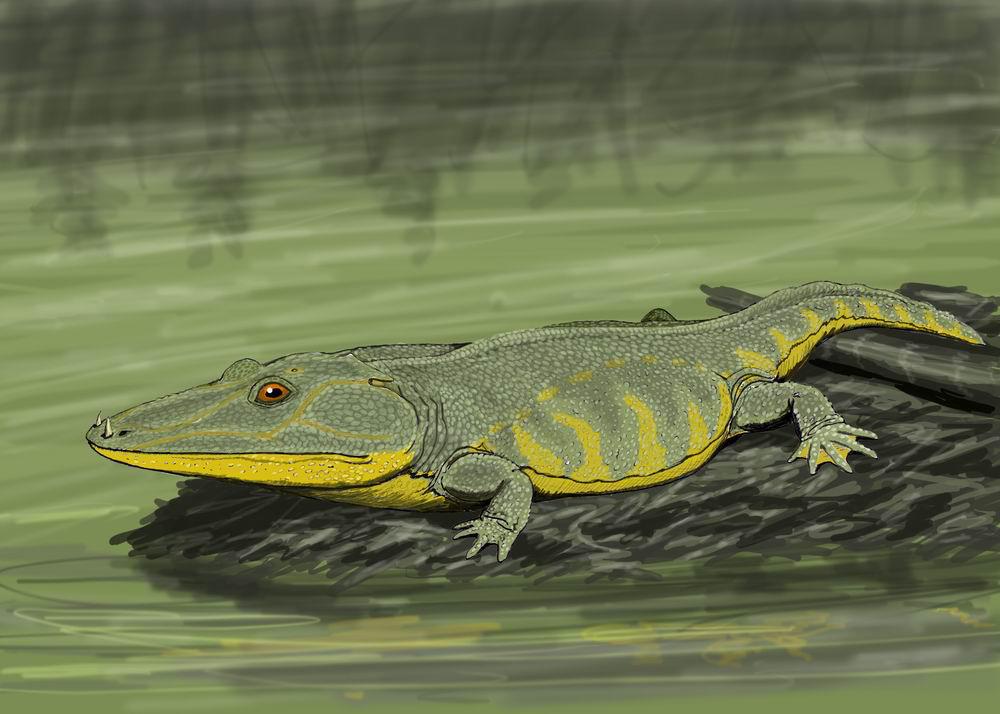
Mastodonsaurus – rekonstrukce

## Výskyt
Temnospondylové žili na území většiny dnešních kontinentů. Obývali také území současné Antarktidy. Je zajímavé, že po vymírání na přelomu permu a triasu před 252 miliony let se temnospondylním obojživelníkům stále dařilo a byli následně diverzifikovaní a značně geograficky rozšíření.
Z území České republiky jsou známé dobře zachované fosilie mladoprvohorních rodů temnospondylních obojživelníků, jako byl Branchiosaurus nebo Cochleosaurus.
Obří zástupci této skupiny jsou známí také z polské lokality Krasiejów nedaleko města Opolí.

## Zajímavé taxony
Jedním z nejstarších nálezů je část lebky jedince z Německa z období spodního karbonu. Mezi největší a geologicky nejmladší temnospondyly patřil australský Koolasuchus, dosahující délky až pěti metrů. Stejně velký mohl být Cyclotosaurus, menší byl metoposaurus, oba doložení z polského naleziště v Krasiejowě. Největším zástupcem mohl být obří Mastodonsaurus s lebkou délky kolem 125 cm (Texas, Nové Mexiko).